# 张振仕
张振仕（1914年4月—1992年4月3日），中国著名肖像画家和美术教育家。他最著名的作品是中国领导人毛泽东的肖像画，其中一幅已成为有史以来最具代表性的毛泽东肖像。这些画是中国最著名的肖像画之一。

## 生平
1914年出生于中国奉天省辽阳县，1936年毕业于京华美术学院西画系。张振仕毕业后在国立北平艺术培训学校中任教，还担任过辽宁美术专科学校教授，国立长白师范学校授兼美术系主任。1949年，担任《察哈尔画报》副主编。
1950-1957年，他担任创作悬挂在天安门城楼上毛泽东画像团队的其中一员。

张振仕创作的《毛泽东像》是悬挂在天安门城楼上的毛泽东画像的母本

张振仕最出名的作品是肖像画《毛泽东》。画像中，毛泽东穿着朴素的灰色上衣。这幅画像是为庆祝中华人民共和国成立一周年而创作。
1977年，他受邀为中国国家博物馆的序幕厅创作了《周恩来肖像》，得到了中央首长和周恩来夫人邓颖超的称赞。
1992年4月3日晚，张振仕病逝于北京，享年78岁。

## 后续
张振仕创作的肖像画《毛泽东》原版于2006年6月3日通过北京华辰拍卖公司进行拍卖（一件价格大概为120,000美元）。在中国民众的强烈抗议下，拍卖被叫停。最终在国家文物局的共同资助下，将这幅肖像画卖给了中国国家博物馆。